# Långtjärnen (Malungs socken, Dalarna, 674178-136583)
Långtjärnen är en sjö i Malung-Sälens kommun i Dalarna och ingår i Dalälvens huvudavrinningsområde. Sjön har en area på 0,0875 kvadratkilometer och ligger 432,3 meter över havet.

## Delavrinningsområde
Långtjärnen ingår i det delavrinningsområde (674210-136484) som SMHI kallar för Utloppet av Vallsjön. Medelhöjden är 448 meter över havet och ytan är 19,29 kvadratkilometer. Det finns ett avrinningsområde uppströms, och räknas det in blir den ackumulerade arean 32,92 kvadratkilometer. Valldroån som avvattnar avrinningsområdet har biflödesordning 4, vilket innebär att vattnet flödar genom totalt 4 vattendrag innan det når havet efter 409 kilometer. Avrinningsområdet består mestadels av skog (60 procent) och sankmarker (21 procent). Avrinningsområdet har 1,23 kvadratkilometer vattenytor vilket ger det en sjöprocent på 6,4 procent.